# Ermida de Nossa Senhora de Monserrate (São Pedro)

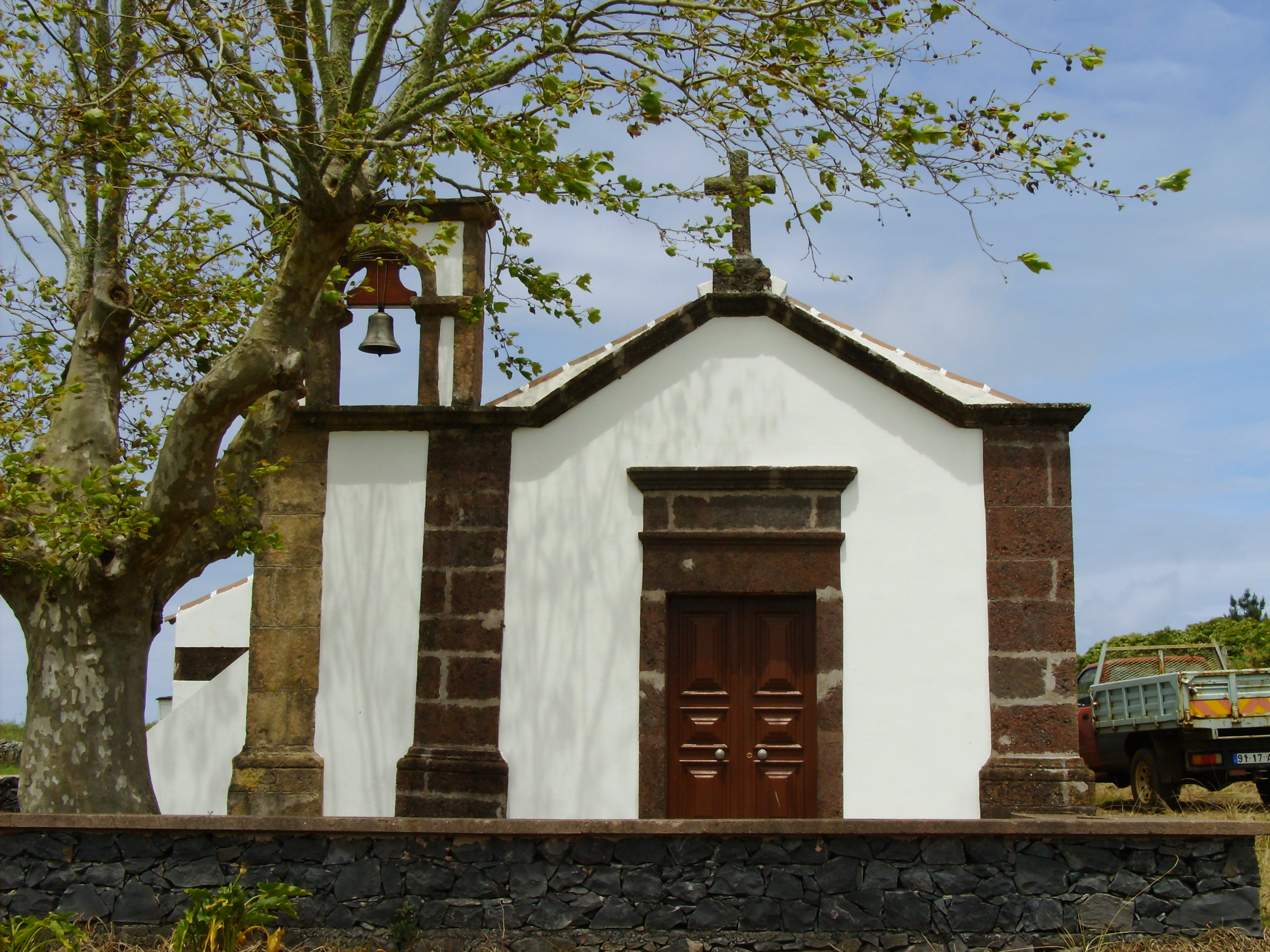
Ermida de Nossa Senhora de Monserrate: fachada.

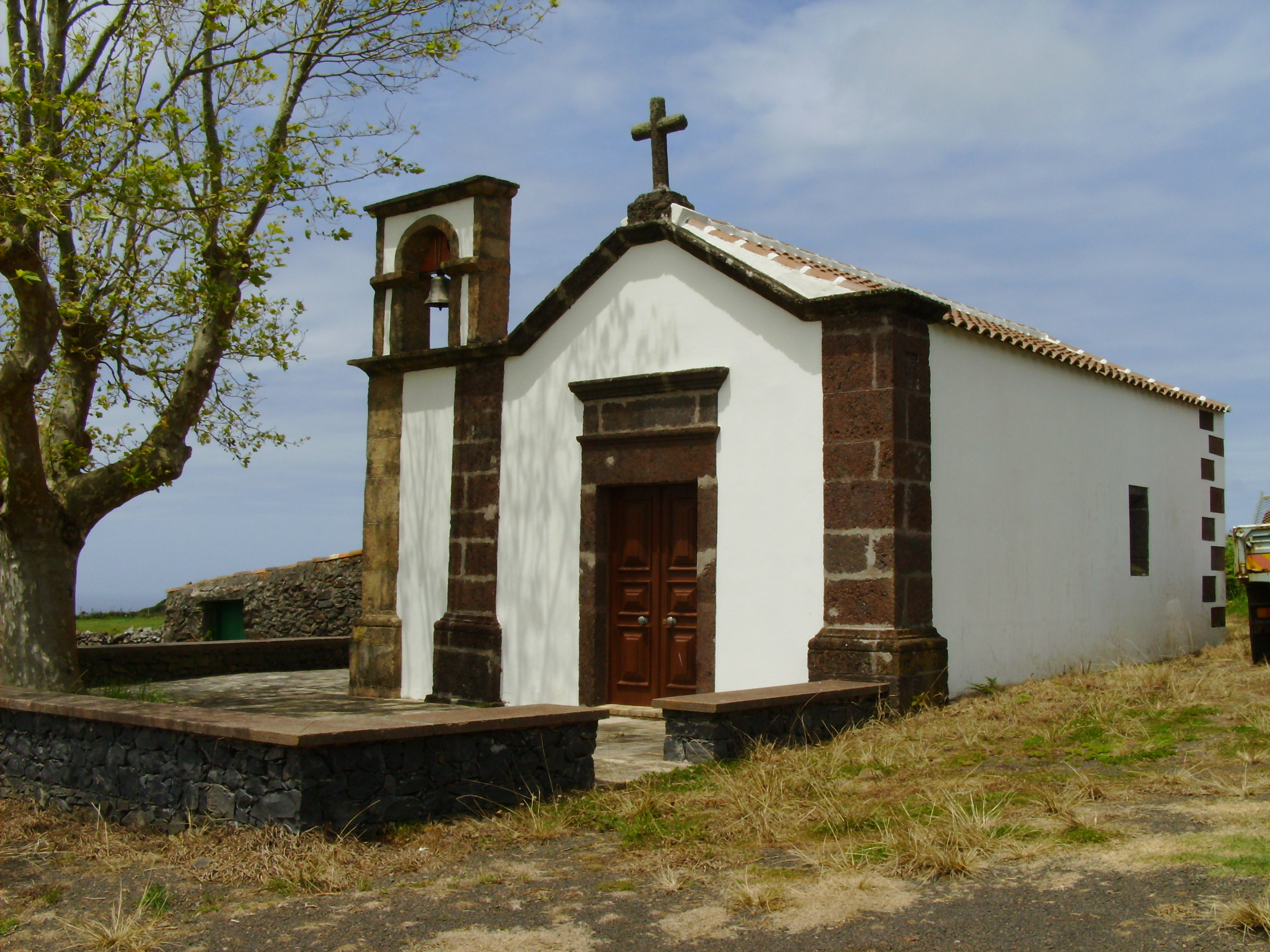
Ermida de Nossa Senhora de Monserrate: lateral direita.

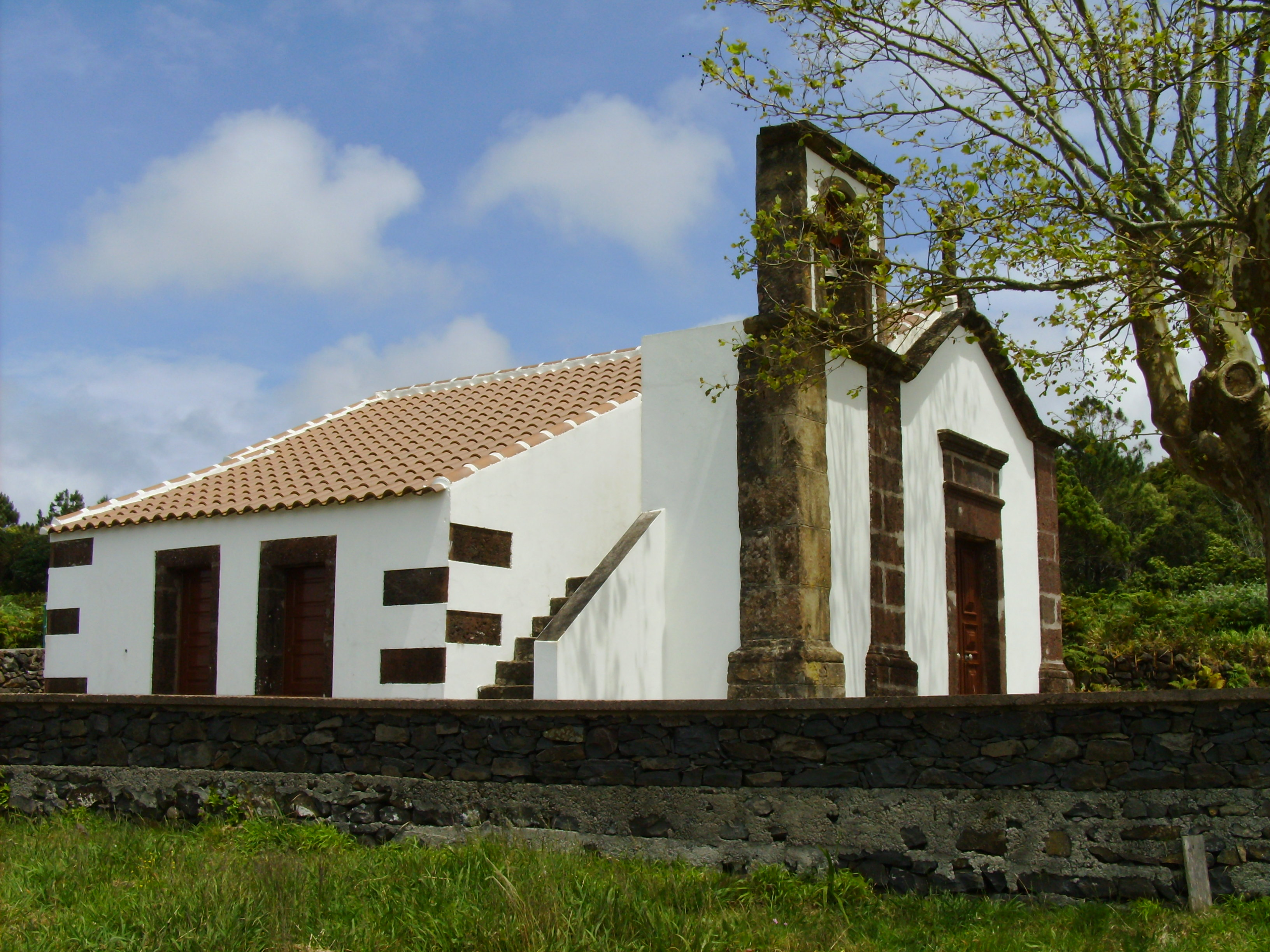
Ermida de Nossa Senhora de Monserrate: lateral esquerda.

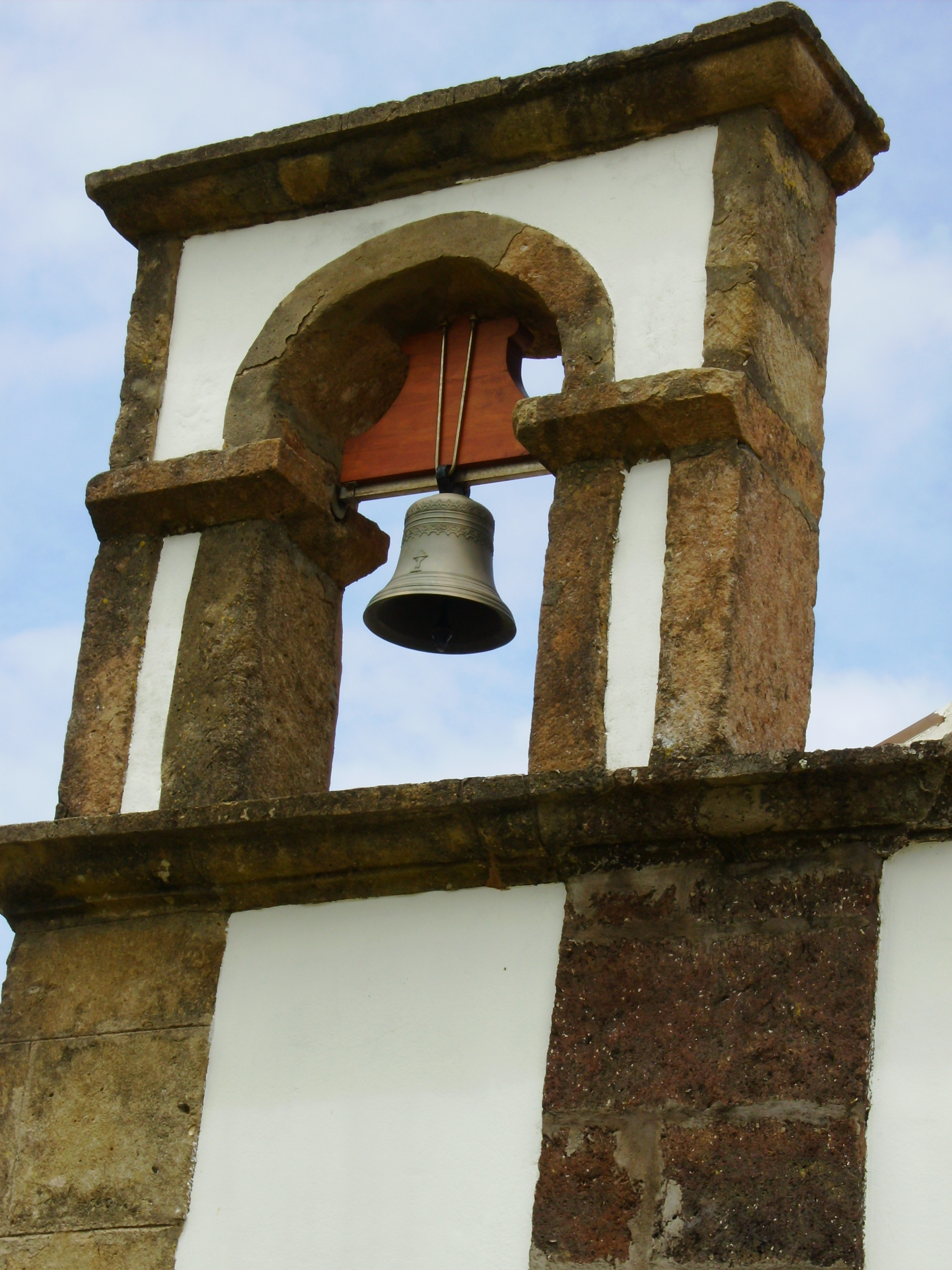
Ermida de Nossa Senhora de Monserrate: detalhe da torre/campanário.

A Ermida de Nossa Senhora de Monserrate localiza-se no lugar do Paul, na freguesia de São Pedro, concelho da Vila do Porto, na ilha de Santa Maria, nos Açores.

## História
O padre Gaspar Frutuoso refere uma Ermida do Monserrate, erguida por Heitor Gonçalves Minhoto, um rico mercador que viveu em Vila do Porto no início do século XVI, e que desposou D. Joana de Sousa, filha do 3º capitão do donatário, João Soares de Sousa, e de sua esposa, D. Guiomar da Cunha. Este comerciante possuía uma casa de Verão em Monserrate onde mandou edificar essa ermida sob a invocação de Nossa Senhora de Monserrate. Sobre os talentos deste, o cronista registou que, "(...) se vivera mais tempo, acabara por comprar toda a ilha e toda ela seria sua."
O atual templo foi erguido em 1735 pelo Capitão Manuel de Rezendes de Carvalho, de quem pouco se sabe, a não ser que o seu nome figura no corpo directivo da Santa Casa da Misericórdia de Vila do Porto e registado em três documentos transcritos no Arquivo dos Açores.
Patente na ermida encontrava-se uma campa rasa, recoberta com uma grande lápide em pedra de Cré, onde estava gravado o nome do fundador, ali sepultado. No entanto, conforme Arsénio Chaves Puim, esse túmulo foi vandalizado em tempos recentes (depois da década de 1960) e desapareceu.
Em meados do século XX a ermida, implantada em local isolado, encontrava-se já degradada, vítima de arrombamento frequentes das portas e de ocupação inapropriada do interior. Ao final da década de 1950, foi provisoriamente abandonada, procedendo-se à trasladação do seu espólio para as dependências da Igreja Paroquial de São Pedro. À época projetava-se reconstruir a ermida mais a leste, junto à estrada do Paul. Entretanto, após quase cinco décadas, a Junta de Freguesia de São Pedro deliberou proceder a restauração, no que recebeu o apoio da Câmara Municipal de Vila do Porto e o auxílio de emigrantes de São Pedro residentes na América do Norte. Os trabalhos estenderam-se de 1997 a 2005, com um orçamento estimado em cerca de 25 mil euros, e foi executado respeitando a traça original.

## Características
Apresenta planta retangular, com torre/campanário saliente na continuidade da fachada principal, ao lado esquerdo, e um corpo com dois compartimentos (um dos quais é a sacristia) adossado à fachada lateral esquerda.
A fachada principal é delimitada por dois cunhais e rematada por uma cornija que acompanhava a inclinação das águas do telhado. No topo da cornija assenta uma cruz em pedra. A porta é de dupla verga recta rematada por cornija e tem um filete saliente entre as duas vergas.
A torre/campanário parece ter sido acrescentada à construção, sendo diferente a pedra do novo cunhal e do campanário propriamente dito, que é de planta quadrangular e tem um vão com remate semicircular sobre impostas.
O sino é acedido por uma escada exterior adossada ao corpo da sacristia.
O conjunto implanta-se num adro lajeado.
No seu interior, originalmente, no retábulo do altar, entalhado em madeira de cedro, estiveram entronizadas as imagens de Nossa Senhora do Monserrate, de São José e de São Bento. O frontal do altar era forrado com um painel de azulejos representando Nossa Senhora, considerado de interesse artístico, e de valor histórico uma vez que remontava à data da fundação da ermida. Este painel foi retirado em 1956 e removido para a Igreja Paroquial de São Pedro.
Com relação à primitiva imagem de São Pedro, a mesma foi levada, para fins de restauro, por um particular para a ilha de São Miguel para posterior devolução à paróquia de São Pedro. Com o falecimento deste, entretanto, a família herdou-a e, na atualidade, não deseja devolvê-la. A imagem atualmente exposta no altar apresenta Nossa Senhora exibindo numa das mãos uma romã.